# Symphony No. 1
Symphony No. 1 è un album in studio del musicista britannico Joe Jackson, pubblicato nel 1999.

## Tracce
1. First Movement – 17:17
2. Fast Movement – 7:05
3. Slow Movement – 9:01
4. Last Movement (Variations) – 10:14

## Premi
Il disco ha ricevuto il Grammy Award al miglior album pop strumentale nel 2001.

## Formazione
- Joe Jackson – piano, tastiera
- Wessell Anderson – sassofono alto
- Terence Blanchard – tromba
- Gary Burke – batteria
- Robin Eubanks – trombone
- Mat Fieldes – basso elettrico, basso acustico
- Sue Hadjopoulos – percussioni
- Mary Rowell – violino, viola
- Steve Vai – chitarra elettrica